# 圣弗拉泰洛
圣弗拉泰洛（義大利語：San Fratello）是意大利西西里大区墨西拿廣域市的一个市镇。总面积67平方公里，人口4076人，人口密度60.8人/平方公里（2009年）。ISTAT代码为083078。